# 姿三平・浅草四郎
姿三平・浅草四郎（すがたさんぺい・あさくさしろう）とは戦後（昭和30年代前半）にかけて活躍した漫才コンビ。

## メンバー
- 姿三平（本名：細田日出麿、1924年 - 1968年以前）立ち位置は向かって右。
  - 新興キネマ新興演芸部所属だったコメディアンの岸田一夫門下。浅草四郎とコンビ解消後は姿一平とコンビを組んだがそこも解消し廃業した。のちに脳溢血で逝去。
- 浅草四郎（本名：海住清一、 1928年 - 1968年）立ち位置は向かって左。
  - 新興キネマ新興演芸部所属だったコメディアンの甲斐力夫の門下で甲斐力三と名乗った。後に風船座に入る。弟子には前田五郎（元コメディNo.1）がいる。

## 経歴
1956年に、大阪・新世界のジャンジャン横丁にあったストリップ劇場「温泉劇場」の幕間でコメディアンをしているときに意気投合しコンビ結成。後に秋田實が率いる「上方演芸」に迎え入れられる。しかし上方演芸は自前の劇場を持たなかったので、1958年12月開場の千日劇場に出演。若手の漫才師がいなかったということもあり人気を得る。吉本興業の花月の劇場に移った後、人気とは裏腹にコンビ仲が悪く解消。三平は廃業する。
四郎は1961年4月に吉本新喜劇出身の岡八郎（後の岡八朗）とコンビを組みそこそこ人気を得るも、1966年7月にコンビ解消。その後も1967年まであひる艦隊に在籍経験のあった浅草六郎とのコンビで花月に出演。後に千日に復帰し、「杉四朗」の名で東映の俳優出身の杉一平と漫才を続けたが、四郎は1968年に病院の個室で首を吊って自殺。コンビ解消したことを悩んでいたともいわれる。

## 音源
- 「実況録音 上方漫才黄金時代」※死ぬほど愛して

## 出演作品
ドラマ
- 「バッチリ天国」（OTV、1958年）
- 「ごろんぼ波止場 」（ABC、1964年）※四郎のみ
- 「お笑いゴールデン劇場」（毎日放送、1965年）※岡八郎・浅草四郎とのコンビで

映画
- 「色ごと師春団治」（東映、1965年）※四郎のみ
- 「関東やくざ者」（東映、1965年）※四郎のみ
- 「関東やくざ嵐」（東映、1966年）※四郎のみ